# Protaetia soulai
Protaetia soulai är en skalbaggsart som beskrevs av Devecis 2006. Protaetia soulai ingår i släktet Protaetia och familjen Cetoniidae. Inga underarter finns listade i Catalogue of Life.